# Michel Piccoli
Michel Piccoli (født 27. december 1925 i Paris, Frankrig, død 12. maj 2020) var en fransk filmskuespiller.
Han debuterede i 1949, men først i 1960'erne vandt han sig en position med sardoniske og elegante karakterroller i bl.a. Godards Le Mépris (Jeg elskede dig i går, 1963), Resnais' La Guerre est finie (Krigen er endt, 1966) og Marco Ferreris La Grande bouffe (Det store ædegilde, 1973). Han var en af Buñuels mest benyttede skuespillere med roller i bl.a. Le Journal d'une femme de chambre (En Kammerpiges Dagbog, 1964) og Belle de jour (Dagens skønhed, 1967). Han leverede glitrende spil i Louis Malles Milou en mai (Milou i maj, 1990), fulgt af hovedrollen som maleren i Jacques Rivettes La Belle noiseuse (Den skønne strigle, 1991).
Han var i årene 1966-1977 gift med sangerinden Juliette Gréco.